# Dabuyidi
I Dabuyidi o dinastia Gaubaride furono una dinastia persiana zoroastriana nata agli inizi del VII secolo e che regnò sul Tabaristan e parte del Khorasan occidentale. I Dabuyidi regnarono sul Tabaristan e Khorasan dal 642 fino alla conquista degli Abbasidi nel 760.

## Storia
La storia antica della famiglia è semimitica, e registrata dallo storico Ibn Isfandiyar. Secondo questa storia, i Dabuyidi discendevano da un fratello dello Scià sasanide Kavadh I. Suo nipote Firuz conquistò Gilan, e il nipote di Firuz, Gil, soprannominato Gaubara, estese il dominio della famiglia anche sul Tabaristan. Ciò portò al conferimento formale dei titoli di Gil-Gilan ("principe del Gilan") e Padashwargarshah ("Scià di Patashwargar", l'antico nome delle montagne del Tabaristan), al figlio di Gil, Dabuya o Daboe, dall'ultimo scià sasanide, Yazdgard III. 
In seguito alla conquista islamica della Persia i Dabuyidi stabilirono il loro dominio come principato quasi indipendente, dovendo fedeltà solo nominale al Califfato arabo. Oltre al titolo di Yazdegerd, i governanti Dabuyidi portarono anche il vecchio grado militare persiano di ispahbadh, come titolo di regno.
Il primo regnante documentato dei Dabuyidi, comunque, fu Farrukhan il Grande, che respinse una grande invasione musulmana guidata da Yazid ibn al-Muhallab nel 716–717, e che potrebbe essere realmente il fondatore dei Dabuyidi in Tabaristan; ricerche recenti collocano la sua presa di potere negli anni 670 invece che agli inizi degli anni 710, come finora ipotizzato. Farrukhan morì nel 728, e gli succedette suo figlio, Dadhburzmihr. Molto poco si conosce del suo regno, ed egli morì in giovane età intorno al 740/741. Suo figlio e successore, Khurshid, era ancora un ragazzo, e suo zio Farrukhan il Giovane regnò come reggente per sette anni. Khurshid governò un prosperoso stato, e cercò più volte, ma senza successo, di rompere i suoi legami con il califfato, sfruttando le turbolenze degli ultimi anni degli Omayyadi e l'affermarsi della Rivoluzione abbaside. Questi tentativi portarono a un'invasione su larga scala del Tabaristan, nel 759, costringendo Khurshid a cercare rifugio nel Gilan, dove si avvelenò nel 761.

## Regnanti Dabuyidi
- Gil Gavbara (640-660)
- Dabuya (660-676)
- Farrukhan il Grande (712-728)
- Dadhburzmihr (728-740/41)
- Farrukhan il Giovane (740/41-747/48) reggente di
- Khurshid (741-759/60)